# Alvis Cars
Die Alvis Car and Engineering Company Ltd. war ein in Coventry, England, ansässiges Unternehmen, das von 1920 bis 1967 Automobile der Oberklasse produzierte. Das Unternehmen fertigte außerdem Flugmotoren und Militärfahrzeuge, letztere bis 2004, als das Unternehmen von BAE Systems übernommen wurde. Die Autosparte von Alvis ging nach einer Übernahme durch Rover letztlich im British-Leyland-Konzern auf. Ein Nachfolgeunternehmen produziert unter dem  Namen Alvis Car Company seit 2009 Nachbauten klassischer Alvis-Fahrzeuge.

## Geschichte

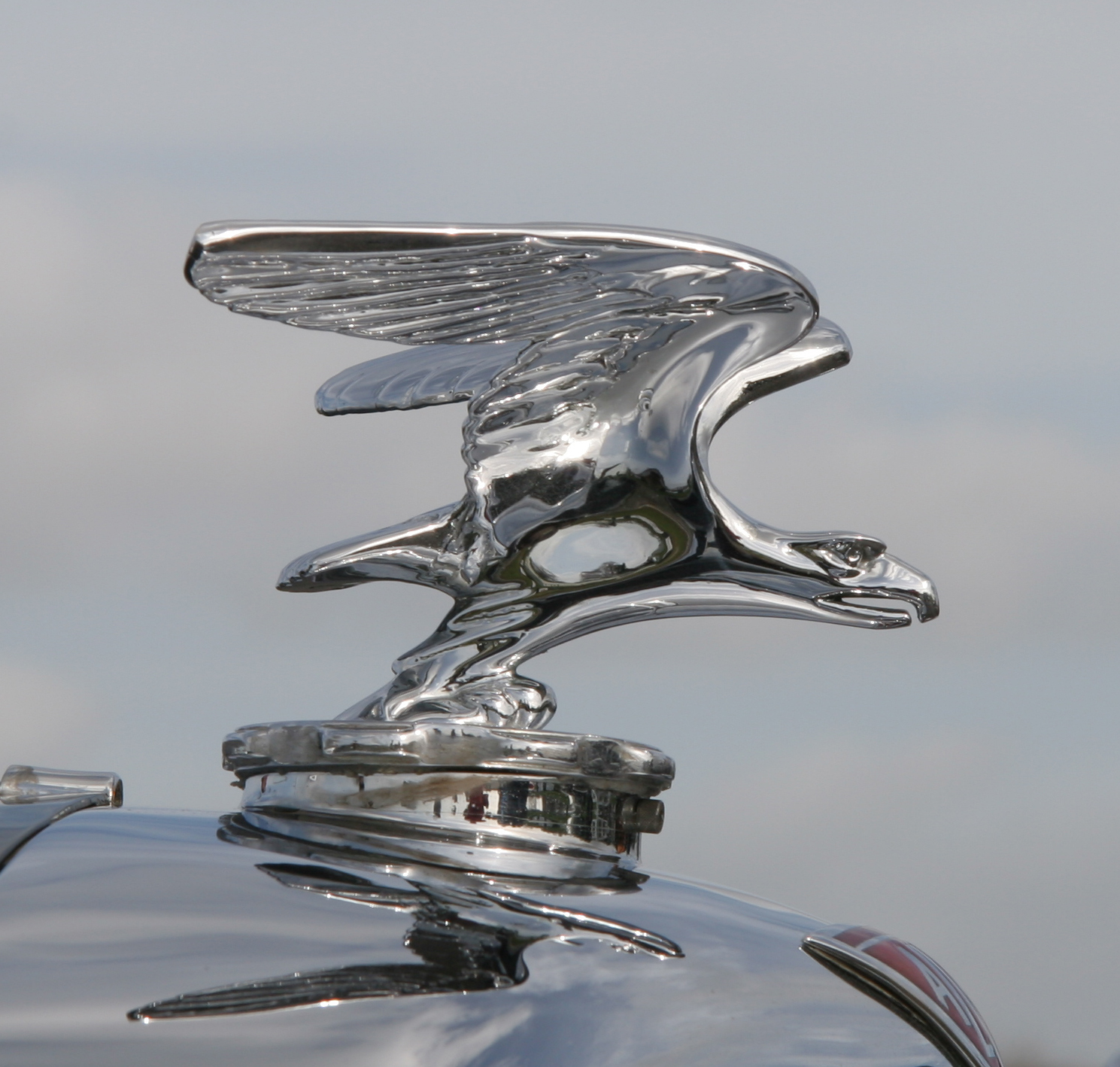
Alvis-Kühlerfigur: der Adler

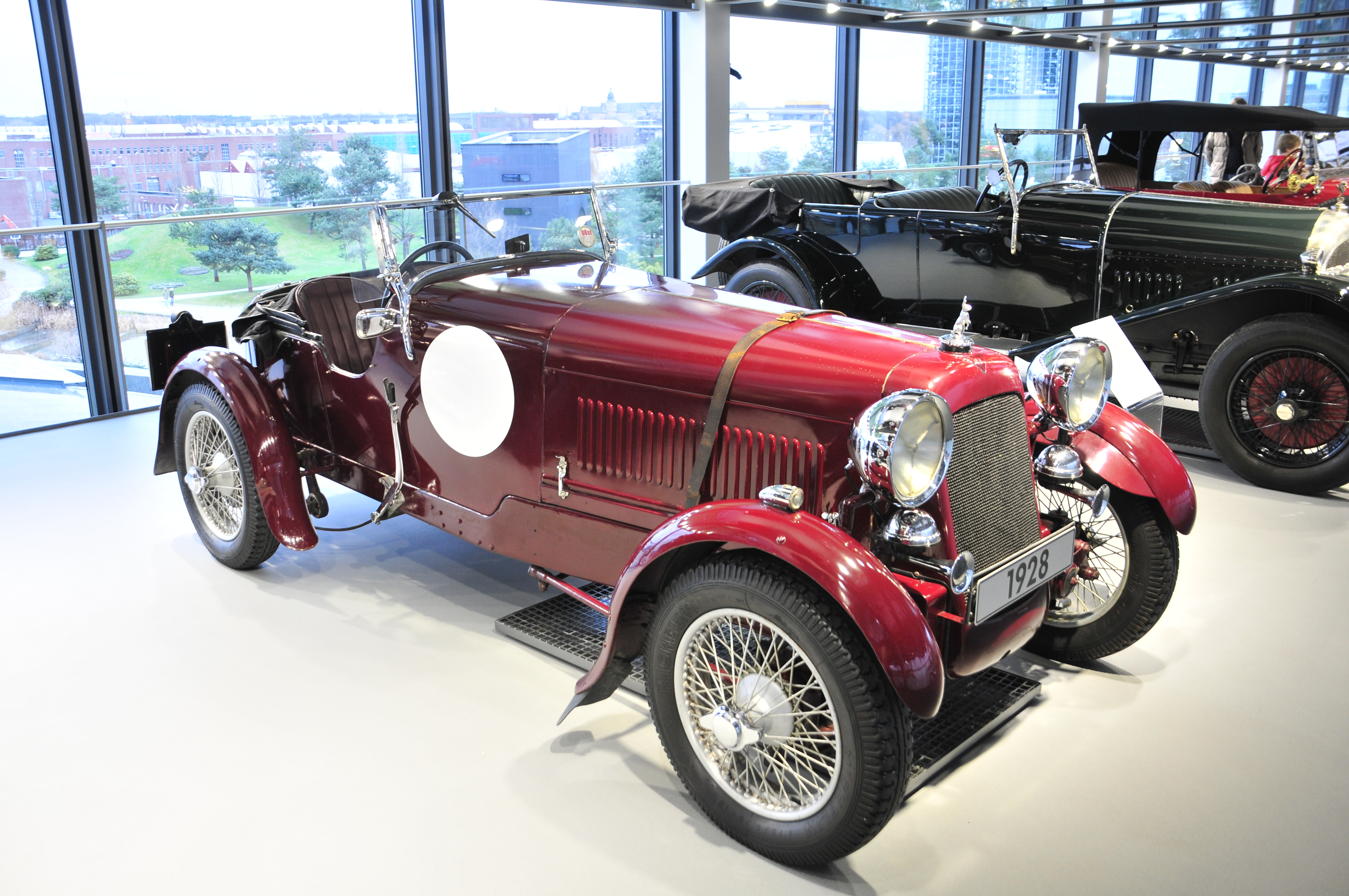
Alvis 12/75 von 1928

Die Ursprungsfirma, T. G. John and Co. Ltd., wurde 1919 gegründet. Die ersten Produkte waren Stationärmotoren, Vergasergehäuse für den Hersteller Zenith und der leichte Motorroller Stafford Mobile Pub. Im Herbst 1919 schlug der Konstrukteur Geoffrey de Freville dem Gründer T. G. John vor, einen von ihm entworfenen Vierzylindermotor herzustellen.

### Automobilproduktion
Das erste Automodell, der 10/30, benutzte de Frevilles Konstruktion und verkaufte sich von Beginn an gut. Seitdem wurde das Firmenlogo – ein nach unten zeigendes rotes Dreieck mit dem Wort Alvis – benutzt. 1921 änderte das Unternehmen seinen Namen in „Alvis Car and Engineering Company Ltd.“ und zog in neue Fertigungshallen in der Holyhead Road in Coventry; dort verblieb die Produktion bis November 1940, als die Anlagen bei den verheerenden deutschen Luftangriffen auf die Stadt zerstört wurden.
1923 stießen George Thomas Smith-Clarke als Chefingenieur und kurze Zeit später W. M. Dunn als Chefkonstrukteur hinzu. Diese Partnerschaft hielt 25 Jahre.
Der ursprüngliche 10/30-Motor mit seitlichen Ventilen wurde bis 1923 zum OHV 12/50 weiterentwickelt, der bis heute erfolgreich im historischen Motorsport eingesetzt wird. Ungefähr 350 12/50 hp und 60 12/60 hp existieren heute noch. Dies entspricht ca. 10 Prozent der damaligen Produktion. 1927 wurde der Sechszylinder-14/75-hp-Alvis produziert. Dieser Motor war die Basis einer langen Reihe von Sechszylinder-Alvis-Autos, die bis 1939 gebaut wurden, bevor sie von 1950 bis 1967 eine völlig neue Form ersetzte.

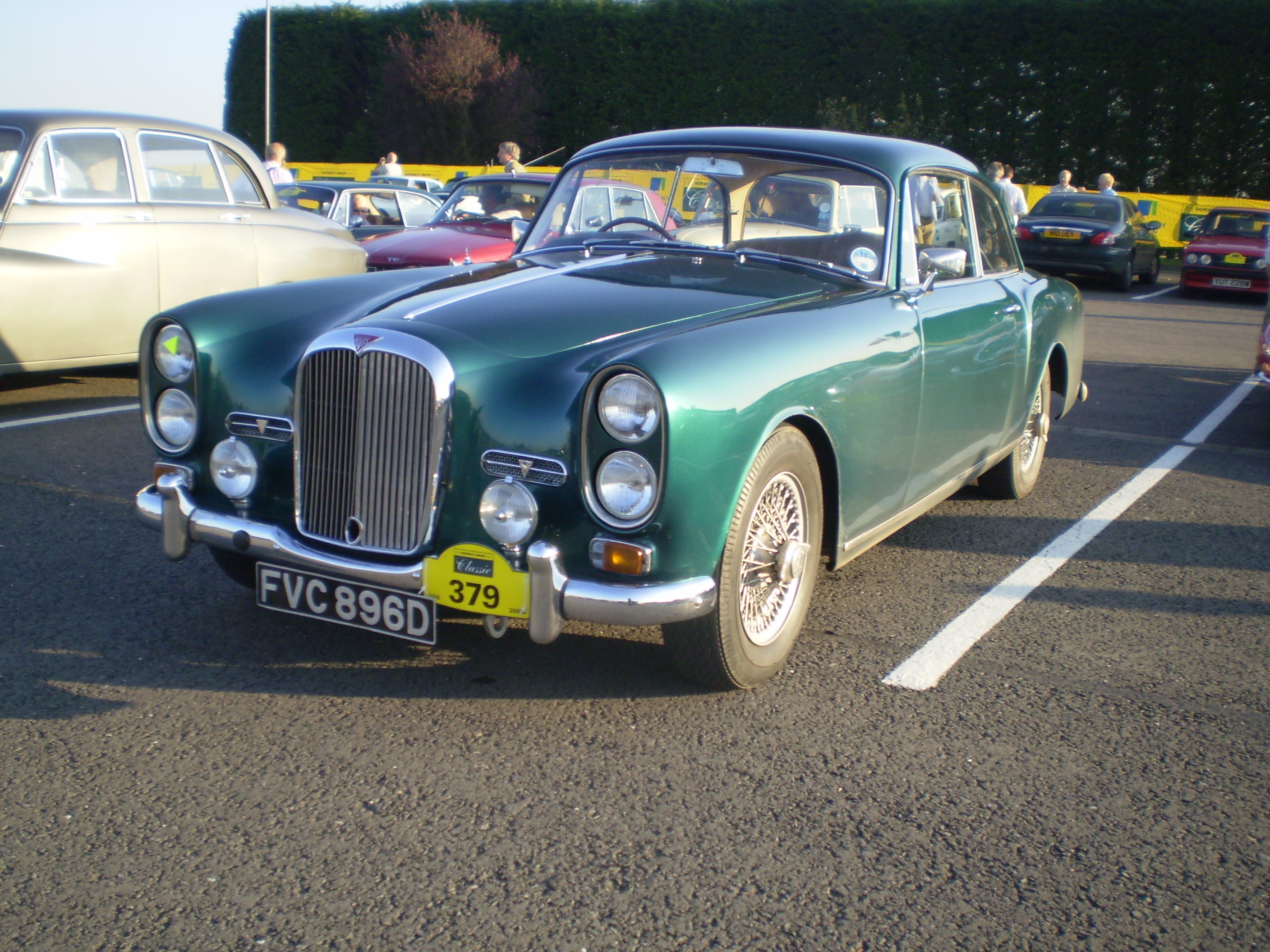
Letztes Pkw-Modell von Alvis: Der TF 21 von 1966

Vor dem Zweiten Weltkrieg war Alvis in einem ähnlichen Marktsegment angesiedelt wie Aston Martin oder Bentley. Nach dem Ende des Krieges debütierte bei Alvis die sogenannte Three Litre Series, eine Reihe sportlicher Limousinen und Cabriolets mit einem 3,0 Liter großen Reihensechszylindermotor, deren erste Version als TA 21 verkauft wurde. Ähnlich wie andere britische Oberklassehersteller beschränkte sich Alvis darauf, Fahrgestelle, Motoren und Getriebe zu produzieren, während die Aufbauten von unabhängigen Karosseriebauunternehmen zugeliefert wurden. Die offenen Karosserien (TB 21) bezog Alvis von AP Metalcraft, während die Aufbauten der geschlossenen Modelle (TA 21) von Mulliners of Birmingham gefertigt wurden. Das Nachfolgemodell TC 21/100, das sich vom TA 21 in technischer Hinsicht vor allem durch einen leistungsstärkeren Motor mit nun 100 bhp unterschied und in einer weiteren Evolutionsstufe den Beinamen Grey Lady trug, wurde werksseitig mit geschlossenen Aufbauten von Mulliners bzw. als Cabriolet mit Tickford-Karosserie ausgeliefert. Stilistisch galten diese Fahrzeuge mit ihren ausgeformten Kotflügeln und seitlichen Trittbrettern als altbacken und „geradezu altertümlich“. Die Verbindung zwischen Alvis und Mulliner endete im Sommer 1955, als Mulliner – zunächst anteilig – vom britischen Großserienhersteller Standard Triumph übernommen wurde. Standard Triumph lastete die Fertigungsanlagen in Birmingham künftig mit Serienkarosserien für die eigenen Modelle aus. Der letzte TC21 mit Mulliner-Aufbau wurde im Sommer 1955 fertiggestellt. Da Tickford etwa zeitgleich von David Brown übernommen und mit Aston Martin verbunden worden war, hatte Alvis ab Sommer 1955 keinen Karosserielieferanten mehr. Nachdem auch der seit 1952 von Alec Issigonis entwickelte Alvis TA 350, eine technisch ambitionierte Limousine mit selbsttragender Karosserie und Achtzylinder-V-Motor, noch im Versuchsstadium aus finanziellen Gründen hatte aufgegeben werden müssen, erwog die Unternehmensleitung im Sommer 1955 die dauerhafte Einstellung der Automobilproduktion. 1956 kam es mit Hilfe des Schweizer Alvis-Importeurs Graber zu einem Neuanfang. Graber entwarf eine zeitgemäße Karosserie im Pontonstil, mit der Alvis stilistisch wieder auf der Höhe der Zeit war. Nach anfänglichen Schwierigkeiten mit dem neuen Karosserielieferanten Willowbrook, der in zwei Jahren insgesamt weniger als zwanzig Standardaufbauten des TC 108/G herstellte, übernahm Park Ward 1958 die Karosseriefertigung für Alvis. In den folgenden 10 Jahren erreichte das Unternehmen insgesamt wieder einen Ausstoß in vierstelliger Höhe. Allerdings ließ Mitte der 1960er-Jahre das Interesse an den Modellen TD21 und TE21 deutlich nach. Als besonderes Problem erwies sich die Leistung der weiterhin von Alvis selbst konstruierten Motoren. Objektiv war sie zwar ausreichend; die unmittelbaren Konkurrenten wie AC, Bristol oder Jensen konnten allerdings zunehmend mehr Leistung anbieten, da sie zwischenzeitlich auf US-amerikanische Achtzylindermotoren umgestiegen waren. Dem konnte Alvis nicht voll gerecht werden.
1965 übernahm Rover das Traditionsunternehmen. Der TF 21 war der letzte neue Personenwagen, der unter der Marke Alvis erschien. Er wurde schon unter dem Rover-Management entwickelt.

### Übernahme durch Rover

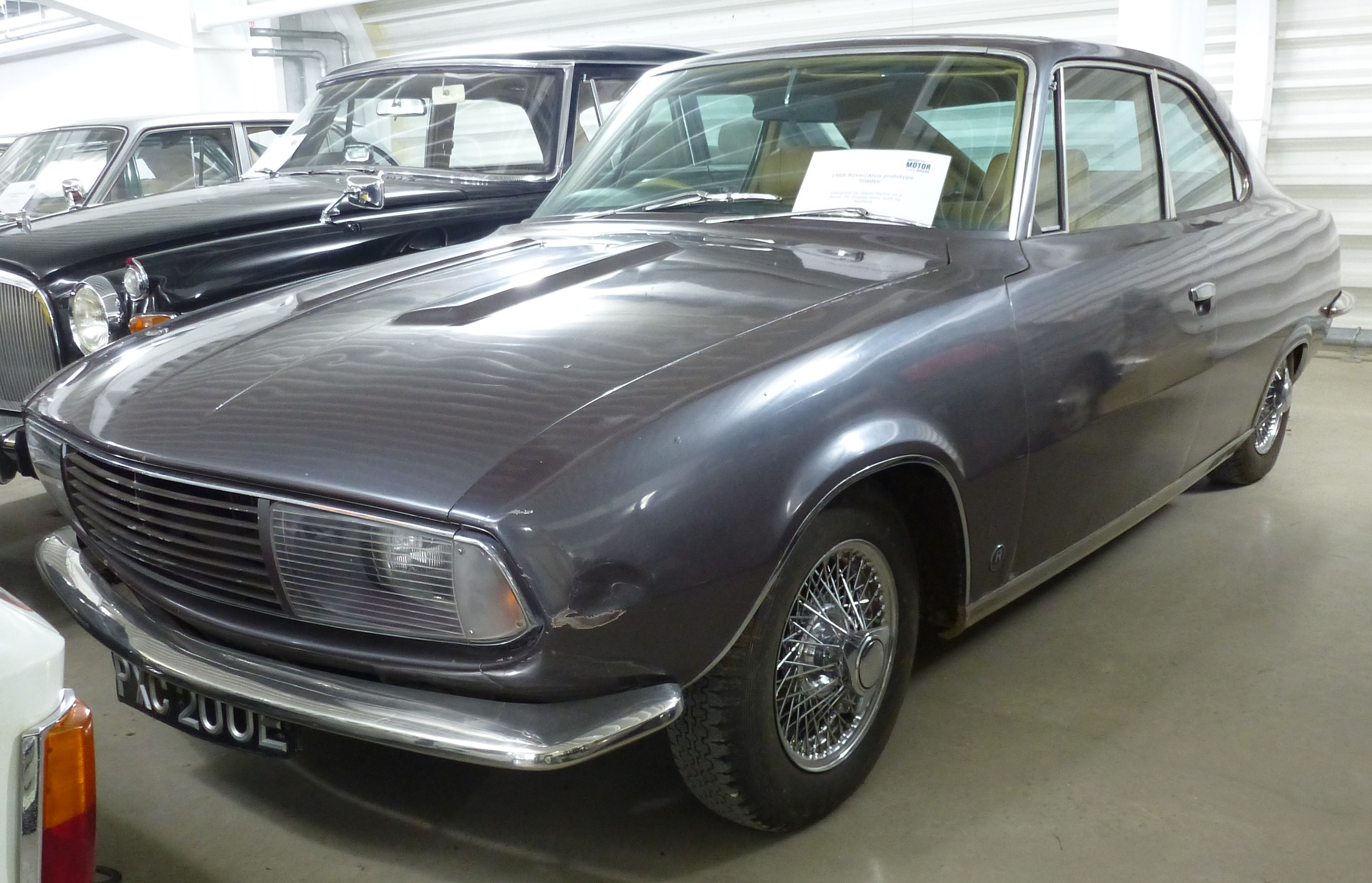
Von Rover entwickelter Prototyp mit V8-Motor: Alvis GTS „Gladys“, 1966

Rover hatte kein Interesse an einem Fortbestand der Marke Alvis und ließ die Produktion auslaufen. Zwar wurde noch gemeinsam der Rover-Alvis P6-BS entwickelt, ein kompakter Mittelmotorsportwagen mit Rovers eigenem V8-Motor; zu einer Produktion kam es indes nicht mehr. Gleiches gilt für das von David Bache gestaltete Fließheckcoupé Alvis GTS, das nach anfänglichen Planungen den TF 21 ersetzen sollte. Von ihm entstand allerdings nur ein als „Gladys“ bezeichneter Prototyp. Daneben gab es die Idee, die Produktion des Lagonda Rapide unter dem Namen Alvis wieder aufleben zu lassen; auch sie wurde nicht weiter verfolgt.
1981 wurde Alvis von der United Scientific Holdings plc übernommen, die 1992 den Namen in Alvis plc änderte. Im Oktober 2002 erwarb die Alvis plc die Tochtergesellschaft Vickers Defence Systems von Rolls-Royce und bildete mit ihr die Alvis Vickers. 2004 übernahm BAE Systems diese Gesellschaft und hielt seitdem die Namensrechte an Alvis.

### Alvis Car Company seit 2009
Nach der Einstellung der Automobilproduktion gingen das Inventar, die Konstruktionspläne und ein Teil des Personals auf das Unternehmen Red Triangle über, das sich in der Folgezeit mit der Restauration von Alvis-Fahrzeugen beschäftigte. Der Betrieb übernahm 2009 die Namensrechte und firmiert seitdem unter Alvis Car Company. Das Unternehmen bietet seit einigen Jahren Nachbauten einiger klassischer Alvis-Modelle an, die auf alten Alvis-Fahrgestellen beruhen, im Übrigen aber komplett neu aufgebaut sind.

## Automobilmodelle

### Modelle 1920–1940
| Typ              | Bauzeitraum | Zylinder/Ventilsteuerung | Hubraum       | Leistung             | Bild                                         |
| ---------------- | ----------- | ------------------------ | ------------- | -------------------- | -------------------------------------------- |
| 10/30            | 1920–1923   | 4/sv                     | 1460 cm³      | 30 bhp (22 kW)       |                                              |
| 11/40            | 1921–1922   | 4/sv                     | 1598 cm³      | 30 bhp (22 kW)       |                                              |
| 12/40            | 1922–1924   | 4/sv                     | 1598 cm³      | 30 bhp (22 kW)       |                                              |
| 12/50 SA         | 1923–1924   | 4/ohv                    | 1496 cm³      | 50 bhp (37 kW)       |                                              |
| 12/50 SB         | 1923–1924   | 4/ohv                    | 1496 cm³      | 50 bhp (37 kW)       |                                              |
| 12/50 SC         | 1924–1925   | 4/ohv                    | 1598 cm³      | 50 bhp (37 kW)       | Alvis 12/50 Sports                           |
| 12/50 SD         | 1927–1929   | 4/ohv                    | 1496 cm³      | 50 bhp (37 kW)       | Alvis 12/50 Sportsman's Saloon.jpg           |
| 12/50 TE         | 1926        | 4/ohv                    | 1645 cm³      | 50 bhp (37 kW)       |                                              |
| 12/50 TF         | 1926        | 4/ohv                    | 1496 cm³      | 50 bhp (37 kW)       |                                              |
| 12/50 TG         | 1927–1929   | 4/ohv                    | 1645 cm³      | 50 bhp (37 kW)       | Alvis 12/50                                  |
| 12/50 TH         | 1927–1928   | 4/ohv                    | 1496 cm³      | 50 bhp (37 kW)       |                                              |
| 12/50 TJ         | 1930–1932   | 4/ohv                    | 1645 cm³      | 50 bhp (37 kW)       |                                              |
| 12/60 TK         | 1931–1932   | 4/ohv                    | 1645 cm³      | 52 bhp (38 kW)       | Alvis 12/60                                  |
| 12/60 TL         | 1932        | 4/ohv                    | 1645 cm³      | 52 bhp (38 kW)       |                                              |
| Firefly          | 1932–1934   | 4/ohv                    | 1496 cm³      | 50 bhp (37 kW)       | Alvis Firefly „12“/S.A. 11,9 sports 4-Seater |
| Firebird         | 1934–1936   | 4/ohv                    | 1842 cm³      | 55 bhp (40 kW)       | Alvis Firebird Tourer                        |
| 12/70            | 1937–1940   | 4/ohv                    | 1842 cm³      | 62,5 bhp (46 kW)     | Alvis 12/70                                  |
| FWD FA           | 1928–1929   | 4/ohc                    | 1482 cm³      | 50–75 bhp (37–55 kW) | Alvis FWD Type FA                            |
| FWD FB           | 1928        | 4/ohc                    | 1482 cm³      | 50–75 bhp (37–55 kW) |                                              |
| FWD FD           | 1928–1929   | 4/ohc                    | 1482 cm³      | 50–75 bhp (37–55 kW) |                                              |
| FWD FE           | 1928–1929   | 4/ohc                    | 1482 cm³      | 50–75 bhp (37–55 kW) |                                              |
| FWD 8/15         | 1929–1930   | 8/dohc                   | 1491 cm³      | 125 bhp (92 kW)      |                                              |
| 14/75            | 1927–1929   | 6/ohv                    | 1870 cm³      |                      |                                              |
| Silver Eagle SA  | 1930        | 6/ohv                    | 2148 cm³      | 72 bhp (53 kW)       | Alvis Silver Eagle                           |
| Silver Eagle SD  | 1930        | 6/ohv                    | 1991 cm³      |                      |                                              |
| Silver Eagle SE  | 1931        | 6/ohv                    | 1991 cm³      |                      |                                              |
| Silver Eagle TB  | 1931        | 6/ohv                    | 2148 cm³      |                      |                                              |
| Silver Eagle SF  | 1934–1935   | 6/ohv                    | 2148 cm³      |                      | Silver Eagle                                 |
| Silver Eagle SG  | 1935–1936   | 6/ohv                    | 2362 cm³      | 66 bhp (48,5 kW)     | Silver Eagle SG                              |
| Crested Eagle TD | 1933–1935   | 6/ohv                    | 2511 cm³      |                      | Crested Eagle TD                             |
| Crested Eagle TE | 1933–1935   | 6/ohv                    | 2148–2511 cm³ |                      |                                              |
| Crested Eagle TF | 1936        | 6/ohv                    | 2762 cm³      | 77 bhp (56,6 kW)     |                                              |
| Crested Eagle TK | 1936        | 6/ohv                    | 2762 cm³      | 77 bhp (56,6 kW)     |                                              |
| Crested Eagle TJ | 1937–1939   | 6/ohv                    | 2762 cm³      | 77 bhp (56,6 kW)     |                                              |
| Crested Eagle TK | 1937–1939   | 6/ohv                    | 2762 cm³      | 77 bhp (56,6 kW)     |                                              |
| Crested Eagle TA | 1937        | 6/ohv                    | 3571 cm³      | 106 bhp (78 kW)      |                                              |
| Crested Eagle TB | 1937        | 6/ohv                    | 3571 cm³      | 106 bhp (78 kW)      |                                              |
| Crested Eagle TC | 1938–1940   | 6/ohv                    | 3571 cm³      | 106 bhp (78 kW)      |                                              |
| Crested Eagle TD | 1938–1939   | 6/ohv                    | 3571 cm³      | 106 bhp (78 kW)      |                                              |
| Silver Crest TF  | 1936–1940   | 6/ohv                    | 2362 cm³      | 68 bhp (50 kW)       |                                              |
| Silver Crest TH  | 1937–1940   | 6/ohv                    | 2762 cm³      | 95 bhp (70 kW)       |                                              |
| Speed 20 SA      | 1932–1933   | 6/ohv                    | 2511 cm³      | 87 bhp (64 kW)       | Speed 20 SA                                  |
| Speed 20 SB      | 1933–1935   | 6/ohv                    | 2511 cm³      | 87 bhp (64 kW)       | Speed 20 SB                                  |
| Speed 20 SC      | 1935        | 6/ohv                    | 2762 cm³      | 87 bhp (64 kW)       |                                              |
| Speed 20 SD      | 1935–1936   | 6/ohv                    | 2762 cm³      | 87 bhp (64 kW)       | Speed 20 SD                                  |
| 3½ litre         | 1935–1936   | 6/ohv                    | 3571 cm³      | 102 bhp (75 kW)      | Alvis 3½ litre Cabrio (1935)                 |
| Speed 25 SB      | 1936–1938   | 6/ohv                    | 3571 cm³      | 106 bhp (78 kW)      | 1937 Alvis Speed 25                          |
| Speed 25 SC      | 1938–1940   | 6/ohv                    | 3571 cm³      | 106 bhp (78 kW)      | 1938 Alvis Speed 25                          |
| 4.3 litre        | 1937–1940   | 6/ohv                    | 4387 cm³      | 137 bhp (101 kW)     | Alvis 4.3 litre Saloon                       |

### Modelle 1945–1967

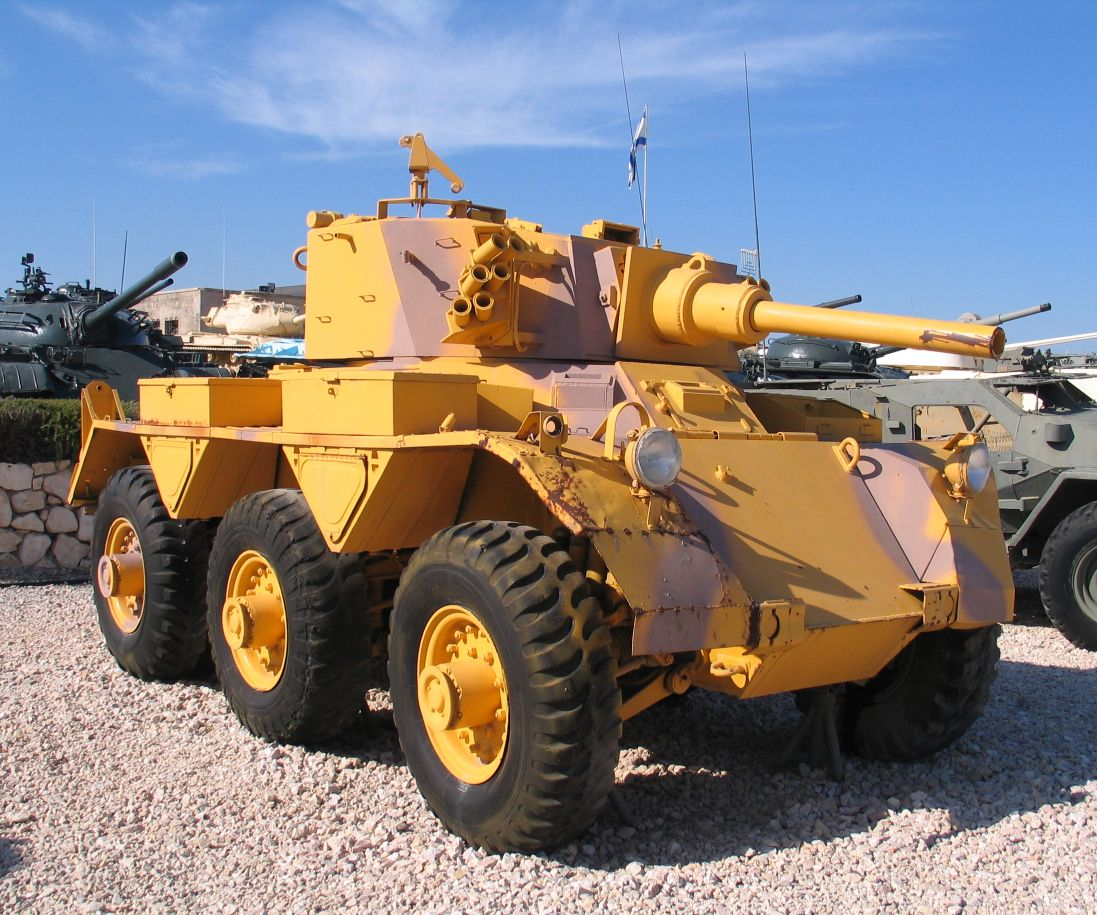
Alvis Saladin FV601

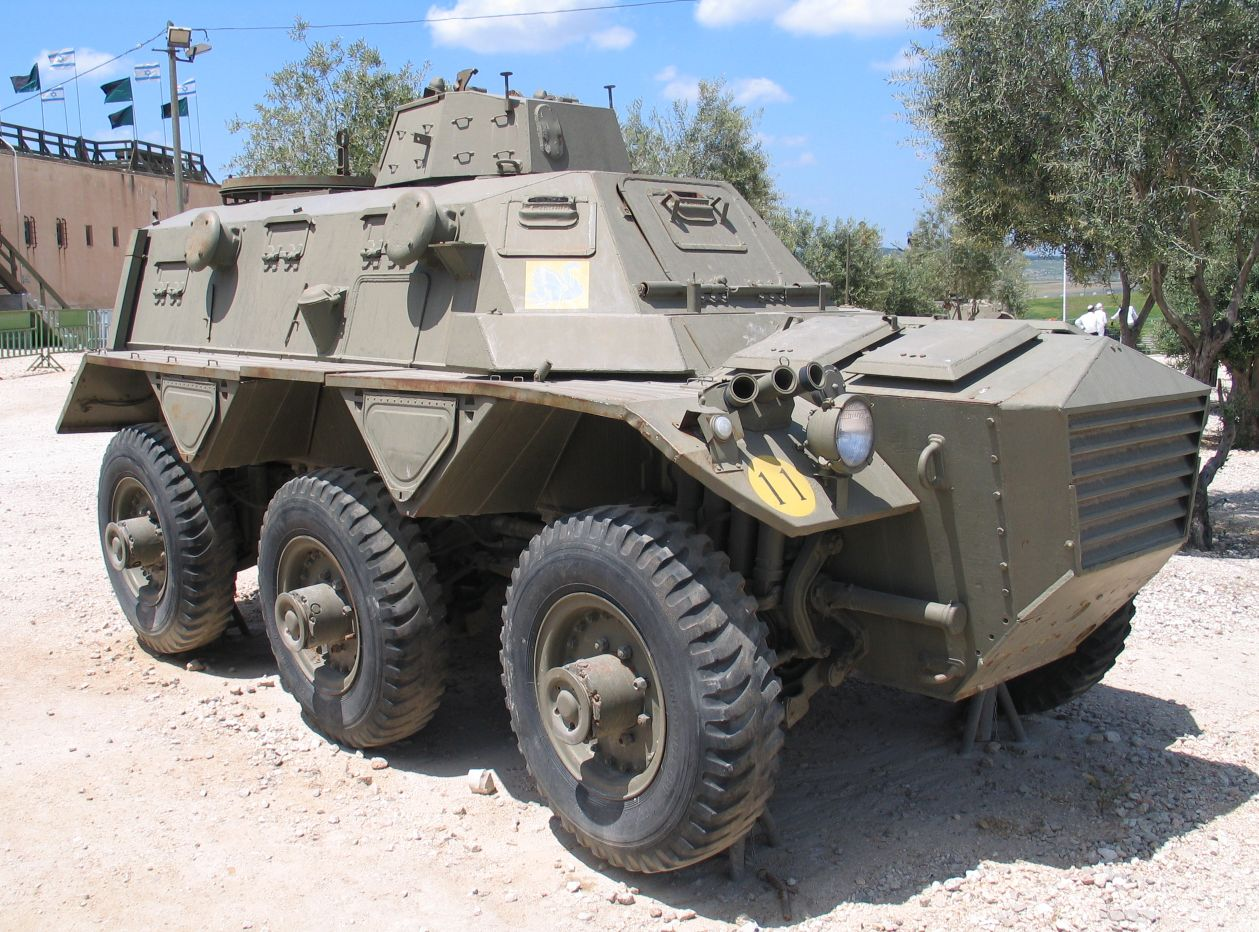
Alvis Saracen FV603

| Typ       | Bauzeitraum | Zylinder/Ventilsteuerung | Hubraum  | Leistung               | Bild                                  |
| --------- | ----------- | ------------------------ | -------- | ---------------------- | ------------------------------------- |
| TA 14     | 1945–1950   | 4/ohv                    | 1892 cm³ | 65 bhp (48 kW)         | Alvis TC 14 (1948)                    |
| TB 14     | 1948–1951   | 4/ohv                    | 1892 cm³ | 68 bhp (50 kW)         | Alvis TB 14, Bj. 1949                 |
| TA 21     | 1950–1953   | 6/ohv                    | 2993 cm³ | 83–93 bhp (61–67,6 kW) | 1953 Alvis TA 21 DHC                  |
| TB 21     | 1950–1953   | 6/ohv                    | 2993 cm³ | 95 bhp (70 kW)         | Alvis TB 21 Roadster                  |
| TC 21/100 | 1953–1956   | 6/ohv                    | 2993 cm³ | 100 bhp (74 kW)        | Alvis TC 21/100 Drophead Coupe (1954) |
| TC 108/G  | 1955–1958   | 6/ohv                    | 2993 cm³ | 104 bhp (76,5 kW)      | Alvis TC 108/G (1955)                 |
| TD 21     | 1958–1963   | 6/ohv                    | 2993 cm³ | 115 bhp (84,5 kW)      | Alvis TD21 Cabrio                     |
| TE 21     | 1963–1965   | 6/ohv                    | 2993 cm³ | 130 bhp (95,5 kW)      | Alvis 1965 TE21 Saloon                |
| TF 21     | 1965–1967   | 6/ohv                    | 2993 cm³ | 150 bhp (110 kW)       | Alvis TF21 Cabriolet                  |

## Militärfahrzeuge
Alvis war von Beginn an an der Entwicklung von militärischen Radfahrzeugen mit gleicher Geländegängigkeit wie ein Kettenfahrzeug beteiligt und übernahm seit 1956 die Serienfertigung der sechsrädrigen Baureihe FV 600 (Fighting Vehicle 600) für die britische Armee.
Der Alvis Saladin FV601 wurde als Spähpanzer in der britischen Armee eingeführt und erwies sich als Verkaufserfolg. Alle Commonwealth-Staaten und einige andere, wie z. B. die Bundesrepublik Deutschland, kauften diesen Waffenträger in großen Stückzahlen. Beim Bundesgrenzschutz war er zwischen 1966 und 1974 im Einsatz. Bis zur Einstellung der Produktion wurden 1177 Saladin hergestellt.
Der gepanzertes Mannschaftstransportfahrzeug Alvis Saracen FV603 wurde teils mit dem kleinen Maschinengewehrturm des Daimler Ferrets ausgerüstet. Der Saracen wurde in den 1970er-Jahren auch in Nordirland eingesetzt und dort auch von der Royal Ulster Constabulary genutzt. Er wird noch heute von Indonesien und einigen Commonwealth-Staaten wie beispielsweise Indien eingesetzt und wahrscheinlich noch bis in die 2020er-Jahre in diesen Ländern im Einsatz sein.
Darüber hinaus wurde von Alvis der Alvis Salamander  FV651/652 entwickelt, ein hochgeländegängiges Schnelleinsatz- und Flugfeldlöschfahrzeug.
Englische Panzersoldaten forderten nach dem Koreakrieg ein sehr robustes, geländegängiges und schwimmfähiges Versorgungsfahrzeug. Alvis nahm die Anregungen 1959 auf und entwickelte auf eigene Kosten mit umgerechnet etwa 5,5 Millionen Euro, auf der Basis ihrer FV 600 Serie den Alvis Stalwart, einen Amphibien-LKW. 1966 wurde der Stalwart Mk.I (FV 620) in die britische Armee eingeführt. Alvis versuchte auch den Verkauf an befreundete Staaten anzutreiben, indem das Fahrzeug in einer Vielzahl von Varianten angeboten wurde:
- Versorgungsfahrzeug (FV620 und FV622)
- Artillerie-Protze und Zugmaschine mit Atlas- oder Hiab-Kran (FV623)
- Werkstatt- und Bergungswagen (FV624) (ebenfalls mit Kran)

Vom Beginn des Serienbaus 1966 bis zur Einstellung der Produktion im April 1971 wurden 1110 Stalwart gebaut. 125 davon gehörten zur Mk.1-Serie. Von den 970 Mk.2-Stalwart wurden nur 24 an ausländische Interessenten verkauft, davon 2 an die Bundesrepublik Deutschland, 3 an Österreich, 18 an Schweden und einer an Thailand.
Im Oktober 2002 erwarb Alvis von Rolls-Royce deren Tochtergesellschaft Vickers Defence Systems und bildete mit ihr die Alvis Vickers, die 2004 durch BAE Systems übernommen wurde.

## Flugmotoren
Im August 1935 fiel die Entscheidung, eine Produktionslizenz für den Gnôme et Rhône 14K zu erwerben. Alvis konstruierte auf dieser Basis eine Reihe von Motoren mit 14 und 18 Zylindern als Doppelsternmotoren mit Namen wie Alcides, Maeonides und Pelides. Diese Motoren blieben weitestgehend erfolglos. Lediglich eine Eigenkonstruktion von George Thomas Smith-Clarke, der Leonides, wurde ein kommerzieller Erfolg. Ende der 1950er-Jahre wurde eine neue Konstruktion mit sehr kleinen Zylinderinhalten forciert, aber nicht zu Ende entwickelt.
- Alvis Alcides
- Alvis Leonides
- Alvis Leonides Major
- Alvis Maeonides
- Alvis Pelides
- Alvis Pelides Major